# Гран-при Штирии 2020 года
Гран-при Штирии 2020 года (нем. Formula 1 Pirelli Großer Preis der Steiermark 2020) — второй этап чемпионата мира по автогонкам в классе «Формула-1», который прошёл 10—12 июля на трассе «Ред Булл Ринг» в Шпильберге, Австрия. Это был 2-й этап сезона 2020 и первый Гран-при Штирии. Также это второй из двух этапов подряд, которые были проведены на трассе «Ред Булл Ринг» — проведение двух Гран-при на одной и той же трассе в течение одного сезона было первым в истории Формулы-1. Был включён в календарь 2020 года в связи с отменой других этапов из-за пандемии COVID-19. Также из-за пандемии этот этап прошёл в «закрытом режиме» (без зрителей).
Поул с временем 1:19,273 в дождевой квалификации выиграл Льюис Хэмилтон на Mercedes.
В гонке также победил Хэмилтон, вторым стал его напарник по команде Валттери Боттас, третьим — Макс Ферстаппен на Red Bull. Быстрейший круг гонки впервые в своей карьере показал Карлос Сайнс-мл. на McLaren.

## Шины
Pirelli привезли следующие составы шин: в роли Hard, Medium и Soft используются составы С2, С3 и С4 соответственно.
| Маркировка шин                                    | Маркировка шин | Маркировка шин | Погодные условия | Использование | Тип           | Долговечность               | Сцепление с трассой         |
| Заводская                                         | На гонку       | Цветовая       | Погодные условия | Использование | Тип           | Долговечность               | Сцепление с трассой         |
| ------------------------------------------------- | -------------- | -------------- | ---------------- | ------------- | ------------- | --------------------------- | --------------------------- |
| Supersoft                                         | Soft (C4)      |                | Сухая трасса     | Обязательное  | Мягкий        | Малая                       | Высокое                     |
| Soft                                              | Medium (C3)    |                | Сухая трасса     | Обязательное  | Средний       | Средняя                     | Среднее                     |
| Medium                                            | Hard (C2)      |                | Сухая трасса     | Обязательное  | Жесткий       | Высокая                     | Малое                       |
| Intermediate                                      | Intermediate   |                | Влажная трасса   | По выбору     | Промежуточный | Зависит от погодных условий | Зависит от погодных условий |
| Wet                                               | Wet            |                | Мокрая трасса    | По выбору     | Дождевой      | Зависит от погодных условий | Зависит от погодных условий |
| В Pirelli объявили составы на первые восемь гонок |                |                |                  |               |               |                             |                             |

Все гонщики получили заранее установленный одинаковый набор: 2 комплекта Hard, 3 комплекта Medium и 8 комплектов Soft.

## Свободные заезды
В первой сессии в Williams вместо Джорджа Расселла выступал резервный гонщик команды Джек Эйткен. В Alfa Romeo также одного из основных гонщиков (Антонио Джовинацци) заменил резервный — Роберт Кубица. У Кевина Магнуссена возникли неполадки с батареей силовой установки, из-за которых он завершил тренировку после 3 кругов. На 27-й минуте на Williams Николаса Латифи вышла из строя коробка передач, для эвакуации остановившейся на трассе машины сессию прервали на 7 минут, после чего продолжили. Ландо Норрис обогнал Пьера Гасли под жёлтыми флагами, из-за чего получил штраф в виде потери трёх позиций на старте гонки и двух штрафных баллов к суперлицензии. Лучшее время показал Серхио Перес на Racing Point, второе — Макс Ферстаппен на Red Bull, третьим стал Валттери Боттас на Mercedes.
Во второй пятничной сессии Расселл и Джовинацци вернулись за руль своих машин. На 19-й минуте Даниэль Риккардо сильно разбил машину. Выбраться из кокпита он смог самостоятельно, однако из-за того, что он хромал, а также из-за показаний датчика опасной перегрузки был отправлен в медицинский центр, где серьёзных повреждений не зафиксировали. Через 10 минут после эвакуации автомобиля и ремонта барьера сессию возобновили. Лучшее время показал Макс Ферстаппен на Red Bull, вторым стал Валттери Боттас на Mercedes, третьим — Серхио Перес на Racing Point.
Третья практика, которая должна была пройти в субботу, была отменена из-за сильного дождя и большого количества воды на трассе.
| Сессия | Лидер           | Конструктор           | Ш      | Время    | Погода          | Воздух °C | Трасса °C |
| ------ | --------------- | --------------------- | ------ | -------- | --------------- | --------- | --------- |
| 1      | Серхио Перес    | Racing Point-Mercedes | P      | 1:04,867 | Солнечно. Сухо. | +25…28    | +41…50    |
| 2      | Макс Ферстаппен | Red Bull-Honda        | P      | 1:03,660 | Солнечно. Сухо. | +31…32    | +53…47    |
| 3      | отмена          | отмена                | отмена | отмена   | отмена          | отмена    | отмена    |

## Квалификация
Погода:  Пасмурно. Дождь. Воздух +14…15 °C, трасса +19 °C
Из-за дождя начало квалификации несколько раз откладывалось, в итоге она началась на 46 минут позже запланированного времени. На протяжении всей квалификации гонщики использовали дождевую резину.
В первой части у Грожана возникли неполадки с охлаждением системы рекуперации энергии, он вылетел с трассы и вернулся в боксы, на чём участие в квалификации завершил. В финале первой части Джовинацци вылетел в 10-м повороте и немного ударился о барьер, из-за чего был объявлен режим красных флагов и сессию остановили, после чего не продолжили. Быстрые круги Райкконена и Переса были прерваны этим инцидентом. Протокол возглавили Хэмилтон, Ферстаппен и Норрис. Оказались последними и не смогли пройти в следующий сегмент Райкконен, Перес, Латифи, Джовинацци и Грожан.
Во второй части лучшими снова стали Хэмилтон, Ферстаппен и Норрис. Оказались последними и не смогли пройти в последний сегмент Леклер, Расселл, Стролл, Квят и Магнуссен.
В последней попытке третьей части Макс Ферстаппен догнал Феттеля, заезжавшего на пит-лейн, попал в аэродинамические завихрения позади его машины, и автомобиль ушёл в занос. Первые два места снова заняли Хэмилтон и Ферстаппен, причём преимущество Хэмилтона составило 1,2 секунды. Третьим стал Сайнс — это его лучшее место в квалификации за всё время выступлений в Формуле-1.

### Результаты квалификации
| Место                                           | №  | Гонщик             | Конструктор           | Часть 1  | Часть 2  | Часть 3  | Старт    |
| ----------------------------------------------- | -- | ------------------ | --------------------- | -------- | -------- | -------- | -------- |
| 1                                               | 44 | Льюис Хэмилтон     | Mercedes              | 1:18,188 | 1:17,825 | 1:19,273 | 1        |
| 2                                               | 33 | Макс Ферстаппен    | Red Bull-Honda        | 1:18,297 | 1:17,938 | 1:20,489 | 2        |
| 3                                               | 55 | Карлос Сайнс (мл.) | McLaren-Renault       | 1:18,590 | 1:18,836 | 1:20,671 | 3        |
| 4                                               | 77 | Валттери Боттас    | Mercedes              | 1:18,791 | 1:18,657 | 1:20,701 | 4        |
| 5                                               | 31 | Эстебан Окон       | Renault               | 1:19,687 | 1:18,764 | 1:20,922 | 5        |
| 6                                               | 4  | Ландо Норрис       | McLaren-Renault       | 1:18,504 | 1:18,448 | 1:20,925 | 9        |
| 7                                               | 23 | Александр Албон    | Red Bull-Honda        | 1:20,882 | 1:19,014 | 1:21,011 | 6        |
| 8                                               | 10 | Пьер Гасли         | AlphaTauri-Honda      | 1:20,192 | 1:18,744 | 1:21,028 | 7        |
| 9                                               | 3  | Даниэль Риккардо   | Renault               | 1:19,662 | 1:19,229 | 1:21,192 | 8        |
| 10                                              | 5  | Себастьян Феттель  | Ferrari               | 1:20,243 | 1:19,545 | 1:21,651 | 10       |
|                                                 |    |                    |                       |          |          |          |          |
| 11                                              | 16 | Шарль Леклер       | Ferrari               | 1:20,871 | 1:19,628 |          | 14       |
| 12                                              | 63 | Джордж Расселл     | Williams-Mercedes     | 1:20,382 | 1:19,636 |          | 11       |
| 13                                              | 18 | Лэнс Стролл        | Racing Point-Mercedes | 1:19,697 | 1:19,645 |          | 12       |
| 14                                              | 26 | Даниил Квят        | AlphaTauri-Honda      | 1:19,824 | 1:19,717 |          | 13       |
| 15                                              | 20 | Кевин Магнуссен    | Haas-Ferrari          | 1:21,140 | 1:20,211 |          | 15       |
|                                                 |    |                    |                       |          |          |          |          |
| 16                                              | 7  | Кими Райкконен     | Alfa Romeo-Ferrari    | 1:21,372 |          |          | 16       |
| 17                                              | 11 | Серхио Перес       | Racing Point-Mercedes | 1:21,607 |          |          | 17       |
| 18                                              | 6  | Николас Латифи     | Williams-Mercedes     | 1:21,759 |          |          | 18       |
| 19                                              | 99 | Антонио Джовинацци | Alfa Romeo-Ferrari    | 1:21,831 |          |          | 19       |
| 20                                              | 8  | Ромен Грожан       | Haas-Ferrari          | —        |          |          | Пит-лейн |
| 107 % от времени лидера первой сессии: 1:23,661 |    |                    |                       |          |          |          |          |
| Источник:                                       |    |                    |                       |          |          |          |          |

### Комментарии
1. ↑  Ландо Норрис был оштрафован потерей трёх мест на стартовой решётке, так как в первой тренировке в пятницу совершил обгон в зоне действия жёлтых флагов
2. ↑  Шарль Леклер был оштрафован потерей трёх мест на стартовой решётке, так как во второй части квалификации заблокировал Даниила Квята
3. ↑  Антонио Джовинацци был оштрафован потерей пяти мест на стартовой решётке за замену коробки передач, однако поскольку квалифицировался 19-м, а Грожан стартовал с пит-лейн, то он остался на своей позиции
4. ↑  Ромен Грожан стартовал с пит-лейн из-за нарушения правила закрытого парка (команда работала с его машиной в комендантский час)

## Гонка
Источник:
Погода:  Небольшая облачность. Сухо. Воздух +20…21 °C, трасса +39…40 °C

#### Начальные круги
Так как квалификация была дождевой, выбор шин для старта был свободным. Medium выбрали только Риккардо, Феттель, Квят, Райкконен, Латифи и Джовинацци. Все остальные стартовали на Soft. После старта Хэмилтон остался на первом месте, Албон обогнал Окона. В третьем повороте машина Леклера подскочила на внутреннем поребрике и столкнулась с машиной его напарника по Ferrari Феттеля. Выехала машина безопасности, чтобы дать возможность убраться на месте аварии. Феттель добрался до боксов и прекратил борьбу. Судьи не стали назначать штраф по поводу аварии.
Топ-10 после 1 круга: Хэмилтон, Ферстаппен, Сайнс, Боттас, Албон, Окон, Риккардо, Гасли, Норрис, Стролл.
Рестарт произошёл на 3-м круге. Хэмилтон снова удержал первое место, Стролл обогнал Норриса, став девятым. На 4-м круге Расселл вылетел за пределы трассы после своей ошибки и потерял ряд позиций. На 5-м круге Леклер заехал в боксы для схода с дистанции. Причиной этого стали повреждения днища после аварии с Феттелем на старте. На 6-м круге Боттас обогнал Сайнса и стал третьим. На 8-м круге Албон также обогнал Сайнса и вышел на четвёртое место.
Топ-10 после 10 кругов: Хэмилтон, Ферстаппен, Боттас, Албон, Сайнс, Окон, Риккардо, Гасли, Стролл, Норрис.
На 14-м круге круге Перес опередил Норриса и стал десятым. На 16-м круге Гасли опередил стролла и стал восьмым. На 20-м круге Риккардо в борьбе обогнал напарника по Renault Окона и вышел на шестое место. На 21-м круге Норрис обошёл Гасли и стал десятым.
Топ-10 после 20 кругов: Хэмилтон, Ферстаппен, Боттас, Албон, Сайнс, Риккардо, Окон, Стролл, Перес, Норрис.

#### Середина гонки
На 25-м круге Ферстаппен и Гасли провели пит-стопы. На 26-м круге Окон заехал в боксы и прекратил борьбу из-за неполадок с охлаждением. На 27-м круге Хэмилтон сменил шины, на 32-м это же сделал Магнуссен. На 33-м круге на пит-стопе Сайнса возникли затруднения с установкой заднего левого колеса, из-за чего он откатился на несколько позиций. На 34-м круге провёл пит-стоп Стролл, на 35-м — Боттас, на 36-м — Расселл и Албон, на 37-м — Квят, на 38-м — Риккардо и Грожан, на 39-м — Перес, на 40-м — Норрис и Джовинацци, на 45-м — Райкконен. На 46-м круге Перес обогнал Стролл. Квят отыграл позицию у Гасли.
Топ-10 после 45 кругов: Хэмилтон, Ферстаппен, Боттас, Албон, Риккардо, Перес, Стролл, Сайнс, Норрис, Квят.

#### Заключительные круги
На 48-м круге Джовинацци обогнал Гасли, став одиннадцатым. Райкконен также опередил Гасли, став двенадцатым. На 49-м круге Перес отыграл у Риккардо пятую позицию. Гасли во второй раз побывал на пит-стопе и выехал на трассу семнадцатым и последним. Перес за несколько кругов догнал Албона, однако попытке обгона помешал Расселл, который был круговым и не уступил Пересу траекторию в нужный момент. Джовинацци поступило указание от Alfa Romeo пропустить своего напарника Райкконена, чтобы тот смог атаковать Квята. Однако у Райкконена обнаружилась нехватка топлива и он не мог поддерживать нужный для атаки темп. У Сайнса появились проблемы с шинами, он получил указание от McLaren и пропустил своего напарника Норриса. Боттас догнал Ферстаппена и на 66-м круге провёл успешную атаку, но Ферстаппен контратаковал и через несколько поворотов вернул позицию. Однако на 67-м круге Боттас снова обогнал Ферстаппена и стал вторым. На 68-м круге Сайнс поменял шины, на 69-м это же сделал Ферстаппен. Сделали они это для того, чтобы постараться установить быстрейший круг гонки, позиций не потеряли. Перес при попытке обгона Албона задел его заднее правое колесо, на машине Переса надломилось переднее антикрыло, но оба гонщика смогли продолжить заезд. На предпоследнем круге Стролл предпринял атаку на Риккардо в третьем повороте, но опоздал с торможением, из-за чего заблокировал колёса и выехал за пределы трассы. Чтобы избежать столкновения, Риккардо также выехал в зону безопасности. Оба гонщика потеряли много времени, из-за чего преследовавший их Норрис смог вступить в борьбу с ними: обогнал Риккардо и в четвёртом повороте атаковал Стролла. Но пройти Стролла ему удалось только спустя круг на прямой между третьим и четвёртым поворотами. После этого Норрис получил сообщение от гоночного инженера о том, что Перес теряет большое количество времени из-за повреждённого переднего антикрыла, а также разрешение на использование режима повышенной мощности двигателя. Это привело к тому, что между девятым и десятым поворотом последнего круга Норрис обогнал Переса и вышел на пятое место. Таким образом, Норрис на двух последних кругах провёл три обгона: Риккардо, Стролла и Переса. На финишной прямой Переса почти догнали Стролл и Риккардо, однако Пересу удалось сохранить шестую позицию.
Личный дубль оформил Хэмилтон, стартовав с поула и победив в гонке. Вторым стал его напарник Боттас (Mercedes оформил командный дубль). Третьим стал Ферстаппен. Так как оштрафован добавлением времени к результату гонки никто не был, позиции на финише совпадают с позициями в итоговом протоколе.
| Место                                                                         | С  | +/- | №  | Гонщик             | Конструктор           | Ш | Круги | Время/причина схода | Скорость | Пит | Типы шин | О   |
| ----------------------------------------------------------------------------- | -- | --- | -- | ------------------ | --------------------- | - | ----- | ------------------- | -------- | --- | -------- | --- |
| 1                                                                             | 1  | ▬   | 44 | Льюис Хэмилтон     | Mercedes              | P | 71    | 1:22:50,683         | 221,946  | 1   | SM       | 25  |
| 2                                                                             | 4  | ▲2  | 77 | Валттери Боттас    | Mercedes              | P | 71    | +13,719             | 221,335  | 1   | SM       | 18  |
| 3                                                                             | 2  | ▼1  | 33 | Макс Ферстаппен    | Red Bull-Honda        | P | 71    | +33,698             | 220,452  | 2   | SMS      | 15  |
| 4                                                                             | 6  | ▲2  | 23 | Александр Албон    | Red Bull-Honda        | P | 71    | +44,400             | 219,981  | 1   | SM       | 12  |
| 5                                                                             | 9  | ▲4  | 4  | Ландо Норрис       | McLaren-Renault       | P | 71    | +1:01,470           | 219,235  | 1   | SM       | 10  |
| 6                                                                             | 17 | ▲11 | 11 | Серхио Перес       | Racing Point-Mercedes | P | 71    | +1:02,387           | 219,195  | 1   | SM       | 8   |
| 7                                                                             | 12 | ▲5  | 18 | Лэнс Стролл        | Racing Point-Mercedes | P | 71    | +1:02,453           | 219,192  | 1   | SM       | 6   |
| 8                                                                             | 8  | ▬   | 3  | Даниэль Риккардо   | Renault               | P | 71    | +1:02,591           | 219,186  | 1   | MS       | 4   |
| 9                                                                             | 3  | ▼6  | 55 | Карлос Сайнс (мл.) | McLaren-Renault       | P | 70    | +1 круг             | 217,984  | 2   | SMS      | 2+1 |
| 10                                                                            | 13 | ▲3  | 26 | Даниил Квят        | AlphaTauri-Honda      | P | 70    | +1 круг             | 217,495  | 1   | MH       | 1   |
| 11                                                                            | 16 | ▲5  | 7  | Кими Райкконен     | Alfa Romeo-Ferrari    | P | 70    | +1 круг             | 217,154  | 1   | MS       |     |
| 12                                                                            | 15 | ▲3  | 20 | Кевин Магнуссен    | Haas-Ferrari          | P | 70    | +1 круг             | 217,142  | 1   | SM       |     |
| 13                                                                            | ПЛ | ▲7  | 8  | Ромен Грожан       | Haas-Ferrari          | P | 70    | +1 круг             | 217,118  | 1   | SM       |     |
| 14                                                                            | 19 | ▲5  | 99 | Антонио Джовинацци | Alfa Romeo-Ferrari    | P | 70    | +1 круг             | 216,912  | 1   | SM       |     |
| 15                                                                            | 7  | ▼8  | 10 | Пьер Гасли         | AlphaTauri-Honda      | P | 70    | +1 круг             | 216,274  | 2   | SHS      |     |
| 16                                                                            | 11 | ▼5  | 63 | Джордж Расселл     | Williams-Mercedes     | P | 69    | +2 круга            | 215,599  | 1   | SM       |     |
| 17                                                                            | 18 | ▲1  | 6  | Николас Латифи     | Williams-Mercedes     | P | 69    | +2 круга            | 215,441  | 1   | MS       |     |
| Сход                                                                          | 5  | ▼13 | 31 | Эстебан Окон       | Renault               | P | 25    | Охлаждение          | —        | 1   | S        |     |
| Сход                                                                          | 14 | ▼5  | 16 | Шарль Леклер       | Ferrari               | P | 4     | Авария              | —        | 2   | SH       |     |
| Сход                                                                          | 10 | ▼10 | 5  | Себастьян Феттель  | Ferrari               | P | 1     | Авария              | —        | 1   | M        |     |
| Быстрый круг: Карлос Сайнс (мл.) ( McLaren) — 1:05,619, поставлен на 69 круге |    |     |    |                    |                       |   |       |                     |          |     |          |     |
| Источники:                                                                    |    |     |    |                    |                       |   |       |                     |          |     |          |     |

### Позиции по итогу гонки
| Гонщик          | Конструктор | Круги       | Всего |
| --------------- | ----------- | ----------- | ----- |
| Льюис Хэмилтон  | Mercedes    | 1-27, 35-71 | 63    |
| Валттери Боттас | Mercedes    | 28-34       | 7     |
| Источник:       |             |             |       |

## Положение в чемпионате после Гран-при
| Место                                | +/-  | Гонщик             | Очки |
| ------------------------------------ | ---- | ------------------ | ---- |
| 1                                    | ▬    | Валттери Боттас    | 43   |
| 2                                    | ▲ +2 | Льюис Хэмилтон     | 37   |
| 3                                    | ▬    | Ландо Норрис       | 26   |
| 4                                    | ▼ −2 | Шарль Леклер       | 18   |
| 5                                    | ▲ +1 | Серхио Перес       | 16   |
| 6                                    |      | Макс Ферстаппен    | 15   |
| 7                                    | ▼ −2 | Карлос Сайнс (мл.) | 13   |
| 8                                    | ▲ +5 | Александр Албон    | 12   |
| 9                                    | ▼ −2 | Пьер Гасли         | 6    |
| 10                                   |      | Лэнс Стролл        | 6    |
| 11                                   | ▼ −3 | Эстебан Окон       | 4    |
| 12                                   |      | Даниэль Риккардо   | 4    |
| 13                                   | ▼ −4 | Антонио Джовинацци | 2    |
| 14                                   | ▼ −2 | Даниил Квят        | 1    |
| 15                                   | ▼ −5 | Себастьян Феттель  | 1    |
| 16                                   | ▼ −5 | Николас Латифи     | 0    |
| 17                                   |      | Кими Райкконен     | 0    |
| 18                                   |      | Кевин Магнуссен    | 0    |
| 19                                   |      | Ромен Грожан       | 0    |
| 20                                   |      | Джордж Расселл     | 0    |
| Источник: официальный сайт ФИА (PDF) |      |                    |      |

| Место                                | +/-  | Конструктор           | Очки |
| ------------------------------------ | ---- | --------------------- | ---- |
| 1                                    | ▬    | Mercedes              | 80   |
| 2                                    | ▬    | McLaren-Renault       | 39   |
| 3                                    | ▲ +6 | Red Bull-Honda        | 27   |
| 4                                    | ▬    | Racing Point-Mercedes | 22   |
| 5                                    | ▼ −2 | Ferrari               | 19   |
| 6                                    | ▬    | Renault               | 8    |
| 7                                    | ▼ −2 | AlphaTauri-Honda      | 7    |
| 8                                    | ▼ −1 | Alfa Romeo-Ferrari    | 2    |
| 9                                    | ▼ −1 | Williams-Mercedes     | 0    |
| 10                                   |      | Haas-Ferrari          | 0    |
| Источник: официальный сайт ФИА (PDF) |      |                       |      |